# Notícia

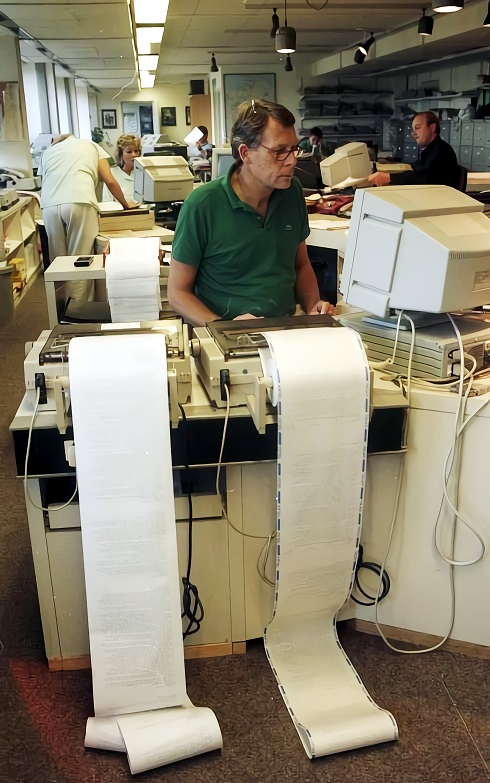
Escritório da Reuters em Bonn, na Alemanha, em 1988.

A notícia é um formato de divulgação de um acontecimento por meios jornalísticos. É a matéria-prima do Jornalismo, normalmente reconhecida como algum dado ou evento, socialmente relevante que merece publicação em um meio de comunicação social. Fatos políticos, sociais, econômicos, culturais, naturais e outros, podem ser notícia se afetarem indivíduos ou grupos significativos para um determinado veículo de imprensa. A notícia pode ser definida como um produto socialmente construído, pois é resultado das posições sociais de indivíduos e grupos envolvidos com a produção jornalística, e pelas próprias fontes que segundo Stuart Hall, atuam como definidores primários dos eventos. A notícia é uma condensação desses determinantes em um produto sócio-cultural essencial na construção dos processos, conteúdos e relações sociais.
Geralmente, a notícia tem conotação negativa, justamente por ser excepcional, anormal ou de grande impacto social, como acidentes, tragédias, guerras e golpes de estado. Notícias têm valor jornalístico apenas quando acabaram de acontecer, ou quando não foram noticiadas previamente por nenhum veículo. A "arte" do Jornalismo é escolher os assuntos que ao público e apresentá-los de modo atraente. Nem todo texto jornalístico é noticioso, mas toda notícia é potencialmente objeto de apuração jornalística.
Quatro fatores principais que influenciam na qualidade da notícia:
1. Novidade: a notícia deve conter a vida e a vida deve conter informações novas, e não repetir as já conhecidas.
2. Proximidade: quanto mais próximo do leitor for o local do evento, mais interesse a notícia gera, porque implica mais diretamente na vida do leitor.
3. Tamanho: tanto o que for muito grande quanto o que for muito pequeno atrai a atenção do público.
4. Relevância: notícia deve ser importante, ou, pelo menos, significativa. Acontecimentos banais, corriqueiros, geralmente não interessam ao público.

Notícias chegam aos veículos de imprensa por meio de repórteres, correspondentes, agências de notícias e assessorias de imprensa. Eventualmente, amigos e conhecidos de jornalistas fornecem denúncias, sugestões de pauta, dicas e pistas, às vezes no anonimato, pelo telefone ou por "e-mail".
Nos Estados Unidos é comum a figura do news-hawk (gavião-de-notícia), uma espécie de informante-apurador contratado pelo jornal, que anda em busca de assuntos que potencialmente possam gerar notícias.
A Notícia pode estar dividida nas seguintes partes:
Título
Nome dado ao material.
Lead
O lead deve informar qual é o fato jornalístico noticiado e as principais circunstâncias em que ele ocorre.
Corpo
Onde o fato jornalístico é desenvolvido.